# 馬越晃

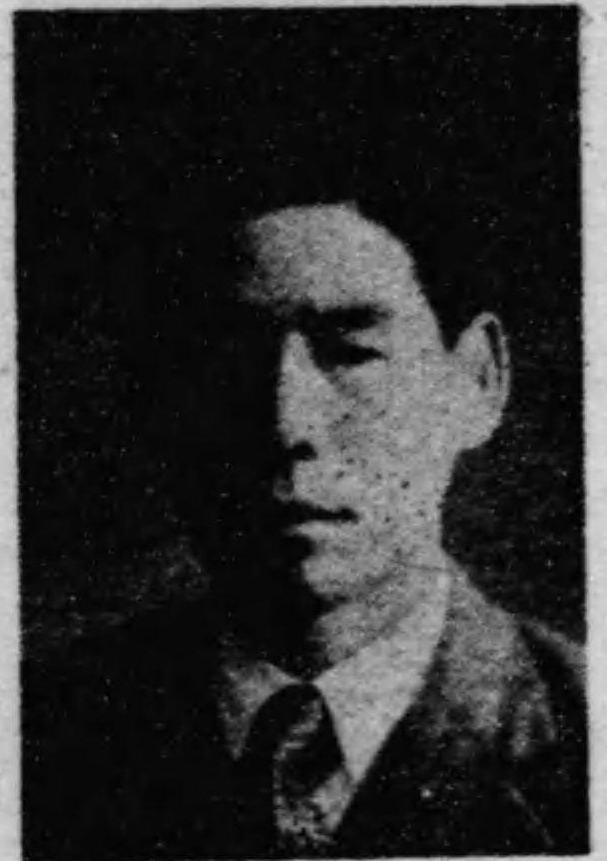
馬越晃

馬越 晃（うまごし / うまこし あきら、1902年（明治35年）3月6日 - 1971年（昭和46年）7月19日）は、昭和期の実業家、政治家。衆議院議員（2期）。旧姓は山口。

## 経歴
愛媛県北宇和郡岩松村（岩松町、津島町を経て現宇和島市）の山口家に生まれ、越智郡今治町今治（現今治市）の馬越大吉の養子となる。1924年（大正13年）愛媛県立弓削商船学校（現弓削商船高等専門学校）を卒業し、1930年（昭和5年）甲種船長に合格した。
その後、家業の魚問屋を継承して会社組織に変更。1932年（昭和7年）今治市会議員に当選。1933年（昭和8年）11月の補欠選挙で愛媛県会議員に選出され、1946年（昭和21年）まで3期在任し、同参事会員、同副議長を務めた。その他、愛媛県地方森林会議員、同漁業組合連合会副会長、愛媛県水産業会長、東予運送社長、今治水産工業社長、馬越商店社長、広島化成工業取締役、愛媛漁網社長などを務めた。
1946年（昭和21年）4月の第22回衆議院議員総選挙に愛媛県全県区から日本進歩党公認で出馬して初当選。1947年（昭和22年）4月の第23回総選挙では愛媛県第2区から民主党公認で出馬して再選され、衆議院議員に連続2期在任した。この間、衆議院水産委員長を務め、漁業法などの成立に尽力した。その後、1949年（昭和24年）1月の第24回総選挙に立候補したが次点で落選し、政界を引退した。
その後、今治商工会議所顧問、全国水産煉製品工業協同組合顧問、愛媛放送（現テレビ愛媛）取締役などを務めた。
1959年（昭和34年）4月、今治市育英資金として10万円寄付により同年10月10日、紺綬褒章受章。1963年（昭和38年）5月、愛媛県津島町教育施設として10万円寄付により同年10月10日及び1967年（昭和42年）4月26日、紺綬褒章受章（ともに飾版）。
1971年（昭和46年）6月29日、勲三等瑞宝章受章。同年7月19日死去、69歳。死没日をもって正五位に叙される。